# Déodat de Séverac
Marie Joseph Alexandre Déodat de Séverac, baron de Beauville (Saint-Félix-Lauragais, (toen: Saint-Félix-Caraman), Haute-Garonne 20 juli 1872 – Céret, 24 maart 1921) was een Frans componist. Hij schreef twee opera's en werken voor onder andere piano, koor en orgel. De Séverac was een tijdgenoot van Debussy en Ravel, maar zijn stijl herinnert ook aan die van Chabrier, Moessorgski en Bizet.

## Levensloop
De Séverac werd geboren in een aristocratische familie. Hij werd opgeleid aan het conservatorium van Toulouse onder andere bij Louis Amiel (1825-1910) en aan de Schola Cantorum de Paris. Hij studeerde daar compositie, orgel, koordirectie en piano. Zijn docenten waren onder anderen Vincent d'Indy, Charles Bordes, Alexandre Guilmant, Fernand de La Tombelle en Albéric Magnard. De Séverac werd in Parijs assistent van Isaac Albéniz. In zijn studietijd was De Séverac bevriend met beeldend kunstenaars als Picasso, Braque, Maillol en Redon. Sommige van hen verhuisden later tijdelijk naar Céret in Zuid-Frankrijk, waar De Séverac woonde.
De Séverac had een grote interesse in de volksmuziek van Zuid-Europese volkeren en gebruikte teksten in het Provençaals en het Catalaans in zijn composities. Ook probeerde hij het landelijke leven van het zuiden te verbeelden in zijn werken.

## Composities

### Werken voor orkest
- 1907 Pepermint-get, voor orkest
- 1909 Fête des vendanges, «Danse des treilles» uit de opera "La Cœur du moulin", voor orkest
- Cortège nuptial catalan, voor orkest
- Recuerdos, «Impressions d'Espagne», voor orkest
- Sérénade au clair de lune, voor kamerorkest

### Muziektheater

#### Opera's
| Voltooid in         | titel             | aktes              | première                  | libretto |
| ------------------- | ----------------- | ------------------ | ------------------------- | --- |
| 1901-1908           | La Cœur du moulin | 2 aktes            | 8 december 1909, Parijs   | Maurice Magre |
| 1910; 24 maart 1921 | Héliogabale       | proloog en 3 aktes | 21 augustus 1910, Béziers | Emile Sicard, met een proloog van Charles Guéret, «Les Deux Triomphes» en ballet-mimodrame van Gabriel Boissy, «La Résurrection d'Adonis» |

#### Operette
| Voltooid in | titel         | aktes | première | libretto                                                                         |
| ----------- | ------------- | ----- | -------- | -------------------------------------------------------------------------------- |
| 1907        | Le Roi Pinard |       | 1919 ?   | van de componist en Albert Bausil, naar Louis Lointier, «La Princesse d'Okifari» |

#### Toneelmuziek
- 1911 Mugueto, conte languedocien - tekst: Marguerite Navarre - première: 13 augustus 1911, Rabastens
- 1912 Hélène de Sparte - tekst: Émile Verhaeren - première: 4 mei 1912, Parijs
- 1913 La Fille de la Terre - tekst: Émile Sicard - première: 22 augustus 1913

### Kerkmuziek
- 1920 Tantum ergo, voor gemengd koor
- Salve regina, voor gemengd koor

### Werken voor koren
- Cant del Vallespir, voor gemengd koor en orkest

### Vocale muziek
- 1910 Chanson de la nuit durable, voor kinderstem, mannenstem en orkest
- 1914 Ma poupée chérie, «My Dolly Dear», voor mannenstem en orkest

### Werken voor orgel
- 1890 Elévation en ut majeur
- 1890 Verset en sol majeur
- 1892 Verset ou Prélude en ut majeur
- 1897 Intermède (Fantasia) en forme de canon en ut mineur
- 1897-1898 Suite en mi mineur
- 1898 Canon par diminution en ut mineur
- 1898 Prélude de quatuor en sol mineur
- 1912 Versets pour les Vêpres d'un confesseur non pontife
- 1912-1913 Petite suite scholastique en fa mineur

### Werken voor piano
- 1900 Le Chant de la terre
- 1904 En Languedoc
- 1904-1911 Cerdaña
- 1908 Baigneuses au soleil
- 1912 En vacances
- 1918 Sous les lauriers roses
- Le Soldat de plomb

## Publicaties
- Déodat de Séverac: La Centralisation et les petites chapelles, 1908